# سقاوی‌ها
سقاوی‌ها یک گروه مسلح در پادشاهی افغانستان از سال ۱۹۲۴ تا ۱۹۳۱ بودند. آن‌ها به رهبری حبیب‌الله کلکانی در ژانویه ۱۹۲۹ کنترل کابل را به دست گرفتند و امارت افغانستان را بنیان‌گذاری کردند. به دنبال چرخش‌های نظامی در جنگ داخلی افغانستان (۱۹۲۹-۱۹۲۸)، آن‌ها در اکتبر ۱۹۲۹ از کابل بیرون رانده شدند. فعالیت سقاویان در سال ۱۹۳۱ پایان یافت.

## تاریخچه
چون اقدامات اصلاحی امان‌الله خان با تندرویهایی همراه بود و اساساً با جنبه‌های فرهنگی و دینی مردم افغانستان سازگاری چندانی نداشت، اسباب نارضایتی عمومی را فراهم نمود و در نهایت به شورش قبایل، مخالفت روحانیان و مردم و سرانجام سقوط او انجامید. در این میان حبیب‌الله کلکانی، که یک سرباز معمولی در ارتش امان‌الله شاه بود، عملکردهای امان‌الله خان را مغایر سنت‌های دینی و ارزش‌های مردمی دانسته و با پشتیبانی علما و رهبران نقشبندیه که نفوذ بسیار داشتند، دست به شورش زده و در کلکان خود را فرمانروای افغانستان خواند و با قوای خود روی به کابل نهاد. از این‌رو، امان‌الله از مواضع خود دست برداشت و اصلاحات را متوقف کرد. امان‌الله خان برای نخستین بار در تاریخ کشور زنش را با لباس غیرمعمول به سبک اروپایی روی صحنه آورد و از مردم خواست تا آن شیوهٔ را به عنوان الگو بپذیرند. اما با واکنشهای مردمی مواجه شد.
شورشیان حملهٔ نهایی بر کابل را در شب ۲۴ دی۱۳۰۷ (خورشیدی) (۱۴ ژانویه ۱۹۲۹) آغاز کردند. شاه سلطنت را به برادرش عنایت‌الله سپرد و خود به قندهار رفت. عنایت‌الله خان هم سرانجام پس از سه روز پادشاهی با خانواده‌اش کابل را ترک گفت. از آن سوی حبیب‌الله مقر سلطنت را متصرف شد و در ۲۸ دی ۱۳۰۷ (۱۸ ژانویه ۱۹۲۹) بر تخت سلطنت نشست و خود را به امیر حبیب‌الله مسمی‌کرد. امان‌الله کوشید تا به کمک قبایل دوباره خود را به کابل برساند، اما رقابت و خصومت قبایل غلزایی و درانی مانع این کار شد. امان‌الله شکست خورد و سرانجام از طریق هند به ایتالیا رفت.
امیر حبیب‌الله کلکانی که خود را «خادم دین رسول‌الله» می‌گفت، بر اصلاحات مدرن دموکراتیک امان‌الله خط بطلان کشید. قوانین مصوب به ویژه قانون اساسی را ملغی ساخت و مالیات و عوارض را غیرشرعی خواند و همه را برچید. در آغاز کار بیشتر مردم به امید ادارهٔ بهتر و اسلامی‌تر کشور از حبیب‌الله به خوبی استقبال کردند؛ اما مشکلات اقتصادی و امنیتی کشور به تدریج باعث آشفتگی اوضاع شد.
در این وقت ژنرال محمد نادر خان، وزیر جنگ پیشین که از وزیر مختاری در فرانسه استعفا کرده بود و در شهر نیس زندگی می‌کرد، به کمک برادرانش، گویا پس از مذاکره با انگلستان در هند، قصد کابل کرد و سرانجام به کمک قبایل مخصوصاً افراد دو قبیلهٔ جاجی و وزیری در ۲۱ مهر ۱۳۰۸ (۱۳ اکتبر ۱۹۲۹) خود را به آنجا رسانید و شهر را در اختیار گرفت. با آنکه حبیب‌الله و یارانش را به شرط تسلیم وعدهٔ عفو داده بودند، اما به دستور نادر خان همه به دار آویخته شدند، از همین جهت است که نادر شاه را غدار می‌گویند.

## عضویت و پشتیبانی
تاجیک‌ها بزرگ‌ترین پشتیبانان سقاوی‌ها بودند. حمله سقاوی‌ها به کابل در ژانویه ۱۹۲۹ توسط دستگاه مذهبی به عنوان راهی برای برگرداندن اصلاحات امان‌الله مورد حمایت قرار گرفت. گرچه حبیب‌الله کلکانی «گنجایش رهبری کشور را نداشت» و یک‌باره پشتیبانی محافظه‌کاران را از دست داد. در ۱۴ آوریل ۱۹۲۹ فیض محمد شمار سقاویان را ۲۰٬۰۰۰ تن برآورد کرد.

## روابط بین‌المللی
دولت سقاوی افغانستان با وجود تسلط بر کابل نتوانست هیچ گونه به رسمیت شناختگی دیپلماتیکی به دست آورد. با این حال، سقاویان با باسماچی‌ها متحد شدند و به آن‌ها اجازه دادند که در شمال افغانستان عملیات انجام دهند که این کار منجر به لغو «پیمان بی‌طرفی و عدم تجاوز» با اتحاد جماهیر شوروی سوسیالیستی که افغانستان را ملزم به مهار حملات مرزی باسماچی می‌کرد، شد.